# 大邱远东广播
大邱远东广播（朝鲜语：대구극동방송）是位于韩国大邱寿城区的远东广播公司（FEBC）的地方制作中心。

## 所在地
- 大邱寿城区知晩村1洞1326-3（1326-3, Manchon-dong, Suseong-gu, Daegu, KOREA.）

## 沿革
- 2011年2月12日 - 开局（呼号为HLCU-FM），开始播音，并且将呼号最终改为HLKK-FM。

## 广播频率
| 发射地 | 呼号    | 频率       | 发射功率 |
| 大邱   | HLKK-FM | FM 91.9MHz | 1kW      |
| 龜尾   | HLKK-FM | FM105.9MHz | 200W     |